# برایان ردمن
برایان هرمان توماس رِدمن (انگلیسی: Brian Herman Thomas Redman؛ زادهٔ ۹ مارس ۱۹۳۷ در کولن، لانکاشایر) رانندهٔ سابق مسابقات اتومبیل‌رانی اهل بریتانیا است که در فصل ۱۹۶۸، و دوباره از فصل ۱۹۷۰ تا ۱۹۷۴ در مجموع در پانزده گراند پری از مسابقات جهانی فرمول یک شرکت کرد.
ردمن در طول دوران فعالیت خود در فرمول یک، ۱ بار بر روی سکو رفت و ۸ امتیاز را نیز به نام خود به‌ثبت رساند.